# معاذ عبد الله
معاذ جاد السيد عبد الله (مواليد 10 مارس 2001) لاعب كرة قدم قطري يجيد اللعب في خط الدفاع مع نادي السيلية معار من نادي الريان .

## مسيرة اللاعب
تخرج من أكاديمية أسباير و بدأ مع نادي مسيمير في عام 2019 و وقع مع نادي السد في عام 2020 و أعير إلى النادي الأهلي في صيف 2021 و أعير إلى نادي الخور مطلع عام 2023 و لعب بعدها مع نادي الريان ونادي السيلية.